# Billy Lee Riley
Pour les articles homonymes, voir Riley.
Billy Lee Riley est un chanteur et guitariste de rock n' roll américain, né le 5 octobre 1933 à Pocahontas (Arkansas) et mort le 2 août 2009 à Jonesboro (Arkansas).

## Biographie
Fils d'un ramasseur de coton, il s'initie à la guitare avec des ouvriers noirs et en gardera un amour évident pour le blues. Il s'engage dans l'armée et y restera quatre années. Il revient ensuite à Memphis en 1955. Il rencontre Sam Phillips de Sun Records. Il publie Trouble Bound le 1er septembre 1956. Il publie ses premiers disques sous le nom de Billy Riley avant de choisir pour nom de scène Billy Lee Riley. Flyin' Saucers Rock and Roll sort le 23 février 1957,  avec Jerry Lee Lewis au piano. suivi de l'imparable Red Hot le 30 septembre.
Il est une figure mythique du rockabilly. Il a joué un rôle essentiel au sein du label Sun Records. Il a obtenu son plus grand succès avec Flyin' Saucers Rock and Roll (1957) et Red Hot, de Billy "The Kid" Emerson. Ce dernier titre sera repris par plusieurs chanteurs, dont entre autres Robert Gordon.
Il quitte Sun en 1958 et enregistre ensuite pour Brunswick Records, Rita Records, Nina Records et Mojo Records, avant de revenir chez Sun Records.

## Discographie sélective
- Classic Recordings 1956-1960 (double), Bear Family, 1990
- Blue Collar Blues, Hightone, 1992
- Rockin' Fifties, Icehouse, 1995
- Hot Damn, Zomba, 1997
- Shade Tree Blues, Icehouse, 1999
- Red Hot : The Best of Billy Lee Riley, Collectables, 1999
- The Sun Years, Sun, 2001
- One More Time (live), Sun-Up, 2002
- Rock with me Baby (Classic recordings by the lost giant of rock & roll), Hoodoo Records, 2011

...